# Marien Gesellschaft Siegen
Die Marien Gesellschaft Siegen gGmbH ist ein Siegener Gesundheitsunternehmen, das im Juni 2018 aus der St. Marien-Krankenhaus Siegen gem. GmbH hervorgegangen ist. Unter dem Dach des Unternehmens agieren sechs Sparten: Marien Kliniken, Marien Ambulant, Marien Pflege, Marien Hospiz, Marien Aktiv und Marien Service. Bis zur Übernahme durch die GFO im Jahr 2025 agierte die im Dezember 2019 gegründete Marien Stiftung, die sich in der Tradition ihres Hauptstifters, die im Januar 2020 in der Pfarrei St. Johannes der Täufer aufgegangenen Kirchengemeinde St. Marien Siegen-Oberstadt sieht., als Hauptgesellschafterin.

## Geschichte
Ihren Ursprung hatte die Marien Gesellschaft Siegen im Marien Hospital, das im Jahr 1858 erstmals auf einer Aktie genannt wurde. Diese wurde zur Finanzierung des Krankenhauses ausgegeben und der Erlös der Aktienemission ermöglichte die Eröffnung des Krankenhauses im Jahr 1861. In der Folge entwickelte sich das Krankenhaus als Sondervermögen der Kirchengemeinde St. Marien Siegen, bis es 1988 in eine GmbH umgewandelt wurde. Es war damals die erste GmbH eines katholischen Krankenhauses im Erzbistum Paderborn. In der Folge wurden zwei Tochtergesellschaften gegründet, GSS Gesundheits-Service Siegen gem. GmbH (1996) und MVZ Medizinisches Versorgungszentrum am St. Marien-Krankenhaus Siegen GmbH (2005).
Im Jahr 2010 wurde die Katholische Sozialstiftung Siegen-Wittgenstein gegründet. Eine weitere Gründung, gemeinsam mit dem Kreisklinikum Siegen und der DRK-Kinderklinik Siegen, erfolgte im Jahr 2014 mit der Errichtung der Bildungsinstitut für Gesundheitsberufe in Südwestfalen GmbH. Das Institut wurde 2019 am Wellersberg unterhalb der DRK-Kinderklinik Siegen eröffnet und bietet 450 Ausbildungsplätze im Bereich der Kranken-, Kinder- und Altenpflege. Des Weiteren werden  Weiterbildungen in den Bereichen Intensivpflege und Anästhesie, Hygiene, Onkologie, Psychiatrie, Rehabilitation, Versorgung demenziell erkrankter Menschen und Wundmanagement angeboten. Seit 2023 ist dort auch die Internationale Pflegeschule angesiedelt. die sich als ein Baustein für die Überwindung des Fachkräftemangels in der Region sieht. Des Weiteren wurde, wieder in Kooperation mit dem Kreisklinikum Siegen im Jahr 2018 die Klinikservice Siegerland GmbH gegründet, die die Speisenversorgung für Krankenhäuser und Senioreneinrichtungen anbietet. Die von ihr betriebene Großküche wurde 2020 eröffnet.
Im Jahr 2018 erfolgte dann die Reorganisation des Unternehmens: Marien Gesellschaft Siegen gGmbH mit den Sparten "Marien Kliniken" (Marien Krankenhaus und Marien Medizinische Zentren) und "Marien Hospiz" (Hospiz Louise von Marillac), Marien Ambulant gGmbH (16 Facharztpraxen), Marien Pflege gGmbH (6 Seniorenzentren), Marien Aktiv gGmbH (Therapiezentrum) und Marien Service GmbH (Café- und Kioskbetriebe). Das Unternehmen hält unterschiedliche Beteiligungen.
Ende 2023 teilte die Marien-Gesellschaft mit, dass sie Teil der Gesellschaft der Franziskanerinnen zu Olpe (GFO) werden möchte. Mit einem Letter of Intent haben die Aufsichtsratsgremien beider Trägergesellschaften den Weg hierzu geebnet. Ende Juli 2024 wurde dann der offizielle Beitritt der Marien Gesellschaft Siegen zum GFO-Verbund mitgeteilt.

## Wissenswertes
Das Unternehmen beschäftigt circa 2400 Mitarbeiter. Die Umwandlung des Unternehmens wurde im Dezember 2017 erstmals vorgestellt.
Zum 160sten Jahrestag der Gründung wurde das Buch „Vom Spital zum Gesundheitsunternehmen - die Marien Gesellschaft Siegen“ herausgegeben.